# Montreux Volley Masters 2004
Il Monterux Volley Masters di pallavolo femminile 2004 si è svolto dall'8 al 13 giugno 2004 a Montreux, in Svizzera. Al torneo hanno partecipato 8 squadre nazionali e la vittoria finale è andata per la prima volta al Italia.

## Squadre partecipanti
- Cina
- Cuba
- Germania
- Giappone
- Italia
- Polonia
- Russia
- Stati Uniti

## Gironi
| Girone A                  | Girone B                            |
| ------------------------- | ----------------------------------- |
| Cina Cuba Germania Russia | Giappone Italia Polonia Stati Uniti |

## Fase finale

### Finali 1º e 3º posto
|  | Semifinali  | Semifinali  | Semifinali  |             |        | Finale 1º/2º posto | Finale 1º/2º posto | Finale 1º/2º posto |  |
|  |             |             |             |             |        |                    |                    |                    |  |
|  | Italia      | Italia      | 3           |             |        |                    |                    |                    |  |
|  | Italia      | Italia      | 3           |             |        |                    |                    |                    |  |
|  | Cuba        | Cuba        | ?           |             |        |                    |                    |                    |  |
|  | Cuba        | Cuba        | ?           |             | Italia | Italia             | 3                  |                    |  |
|  |             |             |             |             | Italia | Italia             | 3                  |                    |  |
|  |             |             | Stati Uniti | Stati Uniti | 1      |                    |                    |                    |  |
|  | Stati Uniti | Stati Uniti | Stati Uniti | Stati Uniti | 1      | 3                  |                    |                    |  |
|  | Stati Uniti | Stati Uniti |             |             |        | 3                  |                    |                    |  |
|  | Cina        | Cina        | 0           |             |        | Finale 3º/4º posto | Finale 3º/4º posto | Finale 3º/4º posto |  |
|  | Cina        | Cina        | 0           |             |        |                    |                    |                    |  |
|  |             |             |             |             |        |                    |                    |                    |  |
|  |             |             |             |             |        | Cina               | Cina               | 3                  |  |
|  |             |             |             |             |        | Cina               | Cina               | 3                  |  |
|  |             |             |             |             |        | Cuba               | Cuba               | 0                  |  |

### Finale 5º posto
|  | Semifinali | Semifinali | Semifinali |        |          | Finale   | Finale | Finale |  |
|  |            |            |            |        |          |          |        |        |  |
|  | Germania   | Germania   | 3          |        |          |          |        |        |  |
|  | Germania   | Germania   | 3          |        |          |          |        |        |  |
|  | Giappone   | Giappone   | ?          |        |          |          |        |        |  |
|  | Giappone   | Giappone   | ?          |        | Germania | Germania | 3      |        |  |
|  |            |            |            |        | Germania | Germania | 3      |        |  |
|  |            |            | Russia     | Russia | 0        |          |        |        |  |
|  | Russia     | Russia     | Russia     | Russia | 0        | 3        |        |        |  |
|  | Russia     | Russia     |            |        |          |          |        |        |  |
|  | Polonia    | Polonia    | ?          |        |          |          |        |        |  |

## Podio

### Campione
Formazione: 2 Simona Rinieri, 4 Manuela Leggeri, 5 Sara Anzanello, 7 Maurizia Cacciatori, 8 Jenny Barazza, 9 Nadia Centoni, 10 Paola Paggi, 12 Francesca Piccinini, 13 Manuela Secolo, 15 Antonella Del Core, 16 Francesca Ferretti, 17 Paola Cardullo, CT: Marco Bonitta

### Secondo posto
Formazione: 1 Prikeba Phipps, 2 Danielle Scott, 3 Tayyiba Haneef, 4 Lindsey Berg, 5 Stacy Sykora, 6 Elisabeth Bachman, 7 Heather Bown, 9 Ogonna Nnamani, 11 Robyn Ah Mow, 12 Nancy Meendering, 13 Tara Cross, 18 Cynthia Barboza, CT: Toshiaki Yoshida

### Terzo posto
Formazione: 1 Wang Yimei, 2 Feng Kun, 3 Yang Hao, 4 Liu Yanan, 6 Li Shan, 7 Zhou Suhong, 9 Zhang Yuehong, 10 Chen Jing, 12 Song Nina, 15 Wang Lina, 16 Zhang Na, 18 Zhang Ping, CT: Chen Zhonghe

## Classifica finale
| Classifica | Squadre     |
| ---------- | ----------- |
|            | Italia      |
|            | Stati Uniti |
|            | Cina        |
| 4          | Cuba        |
| 5          | Germania    |
| 6          | Russia      |
| 7          | Polonia     |
| 7          | Giappone    |